# Mistrzostwa Polski Strongman Harlem 2009
Mistrzostwa Polski Strongman Harlem 2009 – indywidualne zawody polskich siłaczy.

## Kwalifikacje
Data: 5 września 2009 r.

Miejsce: Inowrocław  Polska
Wyniki kwalifikacji:
| Miejsce | Zawodnik            | Punkty |
| ------- | ------------------- | ------ |
| 1.      | Robert Szczepański  | 36     |
| 2.      | Michał Szymerowski  | 34,5   |
| 3.      | Bartłomiej Bąk      | 33,5   |
| 4.      | Sławomir Orzeł      | 33     |
| 5.      | Sebastian Kowalczyk | 30,5   |
| 6.      | Sebastian Kurek     | 29,5   |
| 7.      | Przemysław Mościcki | 28,5   |
| 8.      | Artur Patyk         | 26,5   |
| 9.      | Gabriel Kowalski    | 22,5   |
| 10.     | Damian Antoniok     | 22     |
| 11.     | Przemysław Brzoza   | 20     |
| 12.     | Adam Zmysłowski     | 18     |
| 13.     | Marcin Wlizło       | 11     |
| 14.     | Mateusz Ostaszewski | 6,5    |
| 15.     | Marcin Sendwicki    | 2,5    |

Do finału kwalifikuje się ośmiu najlepszych zawodników.

## Finał
Data: 5 września 2009 r.

Miejsce: Inowrocław  Polska
Wyniki zawodów:
| Miejsce | Zawodnik            | Punkty |
| ------- | ------------------- | ------ |
| 1.      | Robert Szczepański  | 31     |
| 2.      | Bartłomiej Bąk      | 25,5   |
| 3.      | Michał Szymerowski  | 23,5   |
| 4.      | Sławomir Orzeł      | 23     |
| 5.      | Przemysław Mościcki | 22     |
| 6.      | Sebastian Kurek     | 19,5   |
| 7.      | Artur Patyk         | 18,5   |
| 8.      | Sebastian Kowalczyk | 16     |